# Алфери Сотани (Кунео)
Алфери Сотани (итал. Alferi Sottani) је насеље у Италији у округу Кунео, региону Пијемонт.
Према процени из 2011. у насељу је живело 15 становника. Насеље се налази на надморској висини од 298 м.